# Richard Nixon Presidential Library and Museum

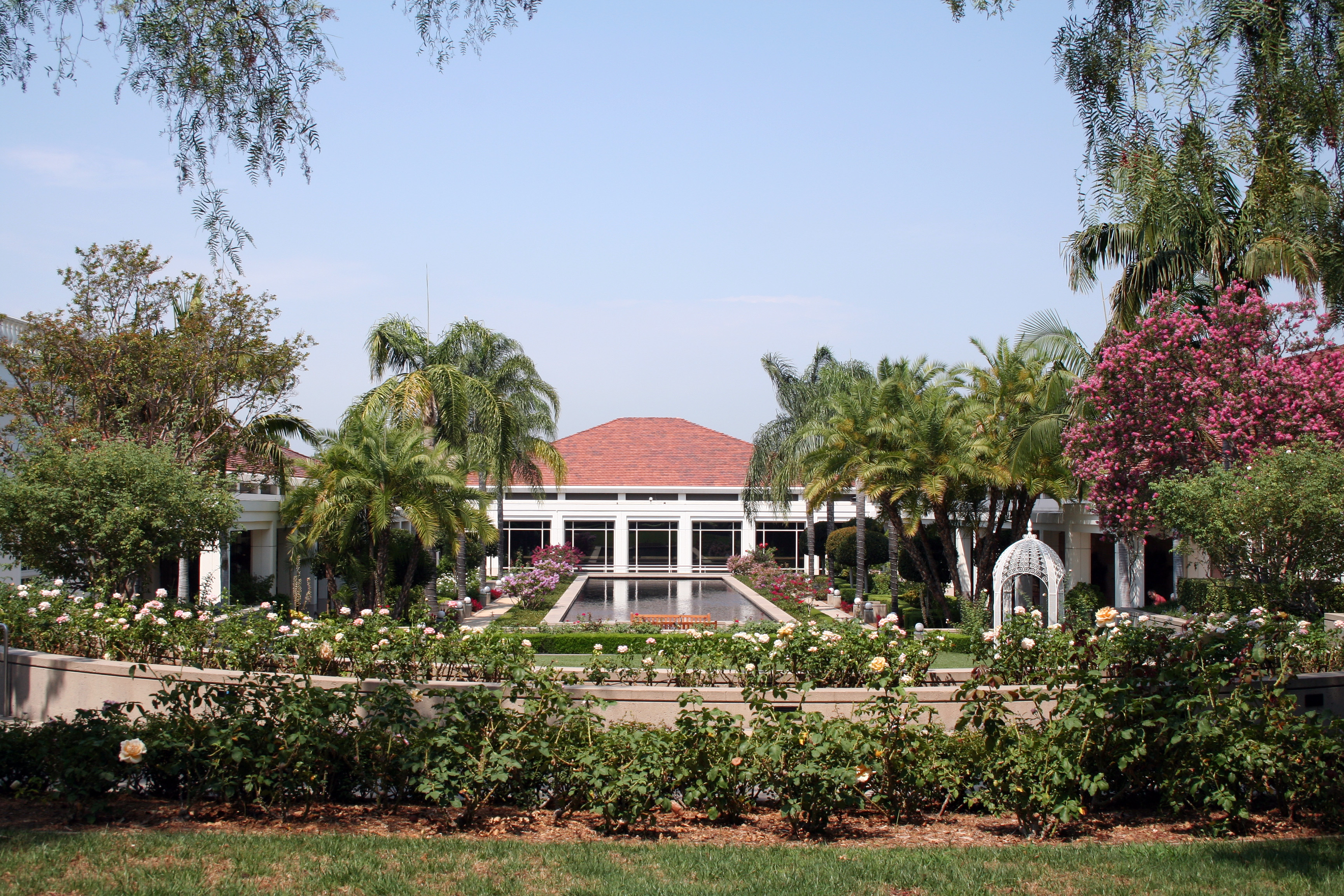
Museum gezien vanaf het geboortehuis van Nixon

De Richard Nixon Presidential Library and Museum is een presidentiële bibliotheek gewijd aan de 37ste president van de Verenigde Staten, Richard M. Nixon. De bibliotheek en het museum zijn gevestigd op het terrein waarop zich ook nog Nixons geboortehuis bevindt, in Yorba Linda in de staat Californië.
Aanvankelijk werden bibliotheek en museum gesticht door de Richard Nixon Foundation en vielen beide instellingen niet onder de National Archives and Records Administration, die alle presidentiële bibliotheken beheert. Dit had te maken met een wet die even na het aftreden van Nixon als president van de Verenigde Staten in werking trad, die bepaalde dat alle archieven rond het presidentschap, waaronder de geluidsopnamen die Nixon maakte van vrijwel al zijn gesprekken tijdens zijn presidentschap, onder direct beheer van de National Archives moesten blijven. De Nixon Library werd dan ook relatief laat ingewijd. Dit gebeurde pas in 1990, in aanwezigheid van de voormalig president, zijn vrouw Pat en hun twee dochters. Ook toenmalig president George H.W. Bush en de voormalige presidenten Gerald Ford en Ronald Reagan waren bij de opening aanwezig. Pas in 2007 werden alle stukken die zich nog in het nationale archief bevonden overgedragen aan het museum. Sindsdien worden de collecties beheerd door de Nixon Foundation en de nationale archieven gezamenlijk.
Het museum onderging in 2016 een grondige verbouwing, waarbij de tentoonstelling een sterk interactief karakter kreeg.
Op het terrein van het museum bevinden zich ook de graven van president Nixon en zijn vrouw Pat.